# Vèrena Püschel

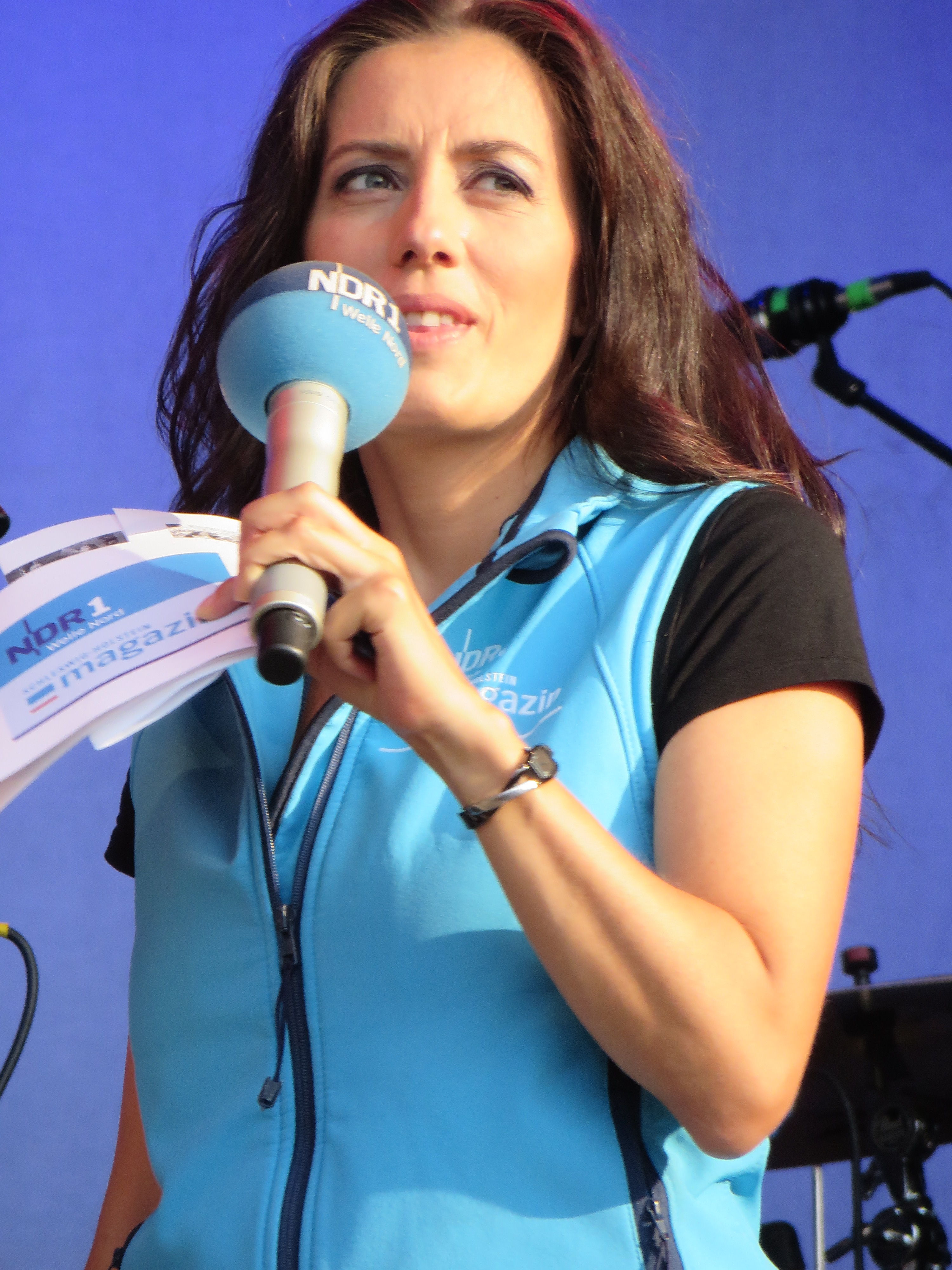
Vèrena Püschel während der Sommertour 2014 in Flensburg beim NDR-Studio Flensburg

Vèrena Püschel (* in Wismar) ist eine deutsche Journalistin und Fernsehmoderatorin.

## Leben
Vèrena Püschel studierte Publizistik- und Kommunikationswissenschaft, Psychologie und Neuere Deutsche Literatur an der Freien Universität Berlin. Sie war während ihres Studiums für ein Auslandsjahr in Brisbane, Australien. Danach war sie mehrere Monate als Englischlehrerin in einem Waisenkinderdorf in Tibet tätig. Während ihres Studiums arbeitete sie bei n-tv in Moskau und beim ZDF in Washington D.C. sowie im ZDF-Hauptstadtstudio Berlin und MDR Sachsenspiegel, Dresden. Außerdem war sie für die Außenhandelskammer Hongkongs (HKTDC) im PR-Bereich tätig.
Danach machte sie ein Volontariat beim NDR. Sie ist seit 2007 Live-Reporterin und Autorin für Großereignisse im NDR und der ARD sowie Autorin von längerformatigen Doku-Reportagen.
Sie moderiert seit 2008 beim NDR die Sendungen "So ein Tag – Zufallsbekanntschaften in Norddeutschland", "Schleswig-Holstein 18.00", die "Sommertour" mit den Stadtwetten, von der im Schleswig-Holstein Magazin sowie auf NDR 1 Welle Nord berichtet wird.
Für das ARD-Morgenmagazin war sie 2010 mit der Live-Woche "Stürmische Tage" auf Sendung und ist außerdem als Inlands-Reporterin im Einsatz. Beim Treffen der Korrespondenten des ARD-Morgenmagazins wurde sie als "Beste Reporterin Inland" mit dem MoMa-CUP 2012 ausgezeichnet.
In den ersten beiden Staffeln der Unterhaltungssendung Dalli Dalli mit Kai Pflaume saß sie 2011 bis 2012 neben Jan Hofer in der Jury. In den Jahren 2012 und 2013 gehörte sie zur Jury des Talente-Castings für den "NDR-Schleswig-Holstein Hammer".
Seit 2013 ist Vèrena Püschel Mutter eines Sohnes.

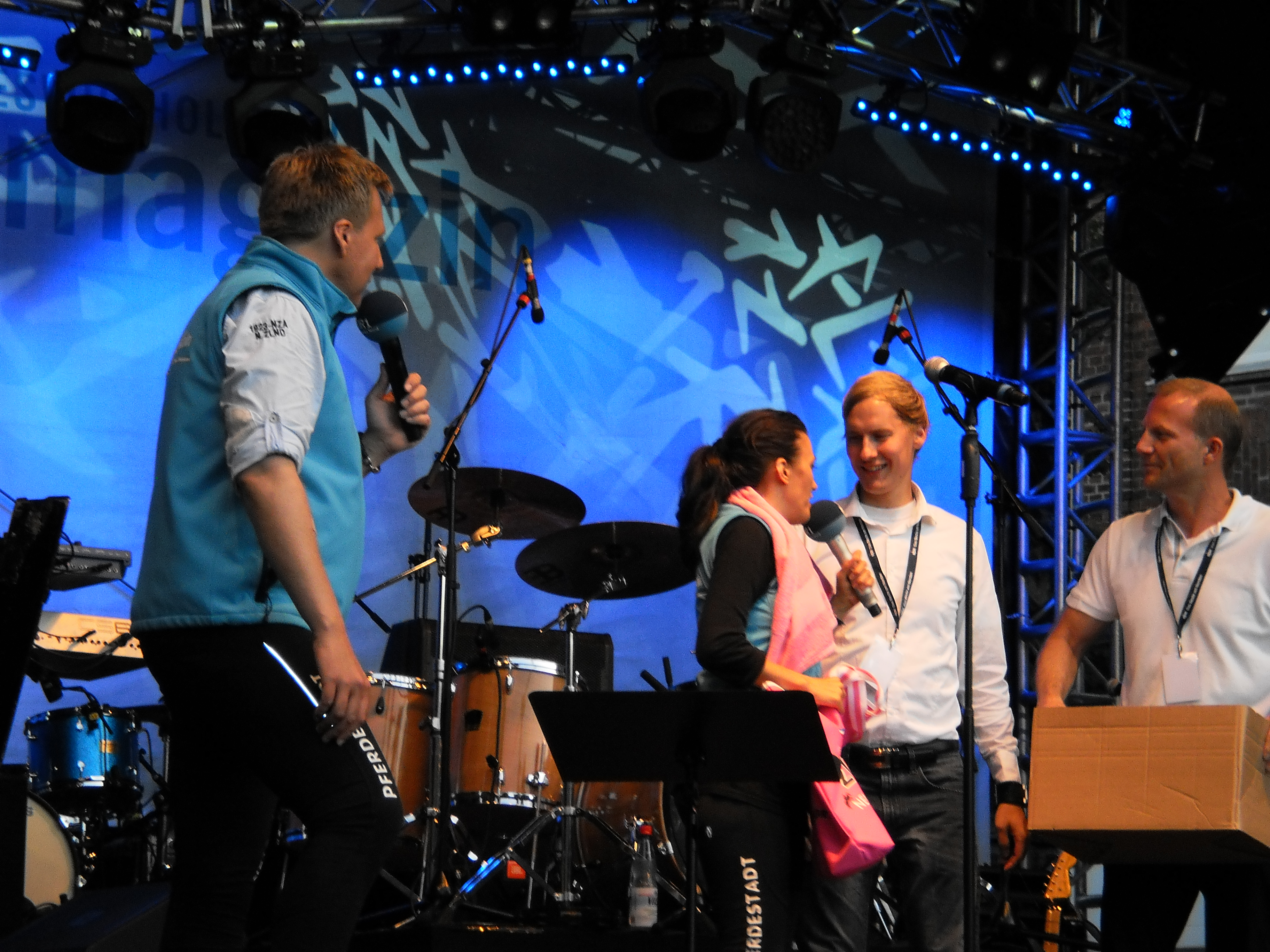
Probe einer Sendung in Neumünster zur Sommertour 2013
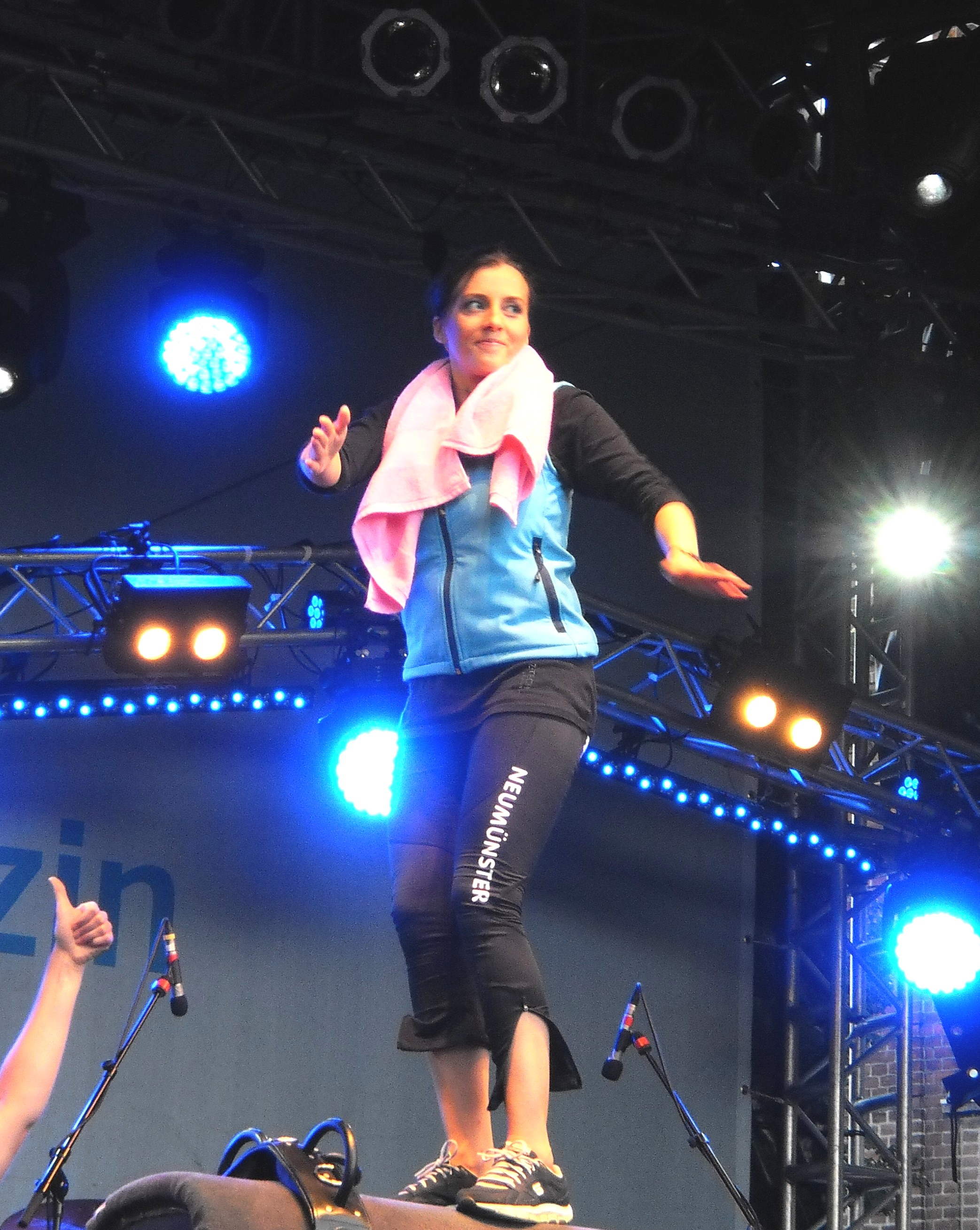
Beim Einlösen der Stadtwette bei der Sommertour 2013 in Neumünster